# فرودگاه مالمو
فرودگاه مالمو (به انگلیسی: Malmö Airport) یک فرودگاه همگانی مسافربری با کد یاتا MMX است که یک باند فرود آسفالت دارد و طول باند آن ۷۹۷ متر است. این فرودگاه در شهر مالمو کشور سوئد قرار دارد و در ارتفاع ۷۲ متری از سطح دریا واقع شده‌است.

## شرکت‌های هواپیمایی و مقصدهای پروازی

### مسافری
The following airlines operate regular scheduled and charter flights to and from Malmö:
| شرکت‌های هواپیمایی               | مقصدهای پروازی |
| ------------------------------- | --- |
| آدریا ایرویز                    | فصلی: پریشتینا |
| AIS Airlines                    | دالا، اوربرو |
| BRA Braathens Regional Airlines | استکهلم-بروما، ویزبه فصلی: آره اوستشوند |
| چک ایرلاینز                     | فصلی: پراگ رازیون |
| نروجین ایر شاتل                 | استکهلم-آرلاندا فصلی: گرن کناریا |
| رایان‌ایر                        | جان پل دوم کراکوف-بالیس (آغاز از ۳۱ اکتبر ۲۰۱۷) |
| هواپیمایی اسکاندیناوی           | استکهلم-آرلاندا فصلی: آره اوستشوند |
| ویز ایر                         | بلگراد نیکولا تسلا، هنری کواندا، بوداپست فرنک لیست، کلوژ-نپوکا، دبرسن، گدایسک لخ والسا، یاش (آغاز از ۱ مه ۲۰۱۸)، کاتوویتس، کنستانتین بزرگ در نیش، پوزنان-لاویکا، اسکندر کبیر اسکوپیه، توزلا، شوپن ورشو |

### باری
| شرکت‌های هواپیمایی                         | مقصدهای پروازی                                         |
| ----------------------------------------- | ------------------------------------------------------ |
| ASL Airlines Belgium                      | بیلاند، گدایسک لخ والسا، شرمتیوو، مینسک، پالکوو، تورکو |
| Posten اجرا توسط ای‌اس‌ال ایرلاینز ایرلند   | استکهلم-آرلاندا                                        |
| Posten اجرا توسط Amapola Flyg             | اوربرو، اومئو، استکهلم-آرلاندا                         |
| یوپی‌اس ایرلاینز                           | کلن بن، هلسینکی، گاردرموئن اسلو                        |
| یوپی‌اس ایرلاینز اجرا توسط West Air Sweden | آرهوس                                                  |